# پل کریگ
پل کریگ (انگلیسی: Paul Craig؛ زادهٔ ۲۷ نوامبر ۱۹۸۷) ورزشکار هنرهای رزمی ترکیبی اهل اسکاتلند است. وی از سال ۲۰۱۳ میلادی تاکنون مشغول فعالیت بوده‌است.